# 小行星656
小行星656（656 Beagle）是一颗围绕太阳公转的小行星。1908年1月22日，奧古斯特·科普夫在海德堡描述了此天体。
該小行星以英国皇家海军的双桅横帆船、查尔斯·达尔文曾随船担任博物学家的小猎犬号命名。
这颗小行星的绝对星等为10.0等。

## 相关條目
- 小行星列表/10001-11000

## 外部連結
- Asteroid Lightcurve Database (LCDB)（页面存档备份，存于）, query form (info（页面存档备份，存于）)
- Dictionary of Minor Planet Names, Google books
- Discovery Circumstances: Numbered Minor Planets (10001)-(15000)（页面存档备份，存于） – Minor Planet Center
- 小行星656 at AstDyS-2, Asteroids—Dynamic Site
  - Ephemeris · Observation prediction · Orbital info · Proper elements · Observational info
- NASA JPL小天體瀏覽器上的小行星656

| 前一小行星： 小行星655 | 小行星列表 | 後一小行星： 小行星657 |